# Eccentricità (matematica)
L'eccentricità in matematica è un parametro numerico non negativo {\displaystyle e} che caratterizza le sezioni coniche a meno di similitudine: ellissi per {\displaystyle 0\leq e<1} (in particolare circonferenze per {\displaystyle e=0}), parabole per {\displaystyle e=1,} iperboli per {\displaystyle e>1.} L'eccentricità può essere interpretata come una misura di quanto una sezione conica è lontana dall'essere una circonferenza.
L'eccentricità può essere definita come un parametro che interviene nella costruzione di una conica, oppure in funzione degli angoli del cono e del piano che lo seziona, rispetto all'asse di rotazione del cono. Siccome il "tipo" di conica (la sua classe di similitudine) e le sue caratteristiche sono definiti in funzione dell'eccentricità, questa può essere ricavata indirettamente dalle formule.

## Definizione

### Costruzione geometrica

Costruzione geometrica della parabola (e=1)

Fissati nel piano una retta {\displaystyle r} (direttrice) e un punto {\displaystyle F} (fuoco) esterno a {\displaystyle r}, una conica di eccentricità {\displaystyle e>0} è il luogo dei punti {\displaystyle P} che hanno distanza dal fuoco pari a {\displaystyle e} volte la loro distanza dalla direttrice:
{\displaystyle d(P,F)=e\cdot d(P,r).}

### Sezione conica

Sezione conica

Fissati nello spazio un cono circolare retto di apertura {\displaystyle \alpha } (l'angolo tra l'asse di rotazione e la retta generatrice del cono) e un piano non passante per il vertice, che forma un angolo {\displaystyle \beta } con l'asse di rotazione del cono; l'eccentricità della sezione conica è definita come:
{\displaystyle e={\frac {\cos \beta }{\cos \alpha }},\quad 0<\alpha <{\frac {\pi }{2}},\ 0\leq \beta \leq {\frac {\pi }{2}}.}

## Classificazione

### Ellisse
Per {\displaystyle e<1}, ovvero {\displaystyle \beta >\alpha }, si ha un'ellisse, che ha {\displaystyle F} come uno dei due fuochi.
Scrivendo l'equazione dell'ellisse in forma canonica
{\displaystyle \left({\frac {x}{a}}\right)^{2}+\left({\frac {y}{b}}\right)^{2}=1,}
l'eccentricità {\displaystyle e}, l'asse maggiore {\displaystyle 2a}, l'asse minore {\displaystyle 2b} e la distanza interfocale {\displaystyle 2c} sono legati tra loro dalle formule
{\displaystyle a^{2}=b^{2}+c^{2},}
{\displaystyle c=ea,}
{\displaystyle b^{2}=(1-e^{2})a^{2}.}
Invertendo le formule si può esprimere l'eccentricità come
{\displaystyle e={\sqrt {1-\left({\tfrac {b}{a}}\right)^{2}}},}
{\displaystyle e={\frac {c}{a}}.}
L'eccentricità fornisce dunque una misura di quanto l'ellisse sia "schiacciata", anche se in maniera meno diretta del rapporto {\displaystyle a/b} tra i semiassi.
In particolare per {\displaystyle e=0}, ovvero {\displaystyle a=b}, l'ellisse diventa una circonferenza (solo come sezione conica: con la costruzione geometrica si ottiene il solo punto {\displaystyle F}).

### Parabola
Per {\displaystyle e=1}, ovvero {\displaystyle \beta =\alpha } si ottiene una parabola avente fuoco {\displaystyle F} e direttrice {\displaystyle r}: è il luogo dei punti equidistanti da {\displaystyle F} e da {\displaystyle r}.

### Iperbole
Per {\displaystyle e>1}, ovvero {\displaystyle \beta <\alpha }, si ha un'iperbole, uno dei cui due fuochi è {\displaystyle F}.
Scrivendo l'equazione dell'iperbole in forma canonica
{\displaystyle \left({\frac {x}{a}}\right)^{2}-\left({\frac {y}{b}}\right)^{2}=1,}
con asintoti
{\displaystyle y=\pm {\frac {b}{a}}x,}
l'eccentricità {\displaystyle e}, la distanza tra i vertici {\displaystyle 2a}, i coefficienti angolari {\displaystyle \pm b/a} degli asintoti e la distanza interfocale {\displaystyle 2c} sono legati tra loro dalle formule
{\displaystyle a^{2}+b^{2}=c^{2},\qquad b^{2}=(e^{2}-1)a^{2},\qquad c=ea.}
Invertendo le formule si può esprimere l'eccentricità come
{\displaystyle e={\sqrt {1+\left({\tfrac {b}{a}}\right)^{2}}},\qquad e={\frac {c}{a}}.}
L'eccentricità fornisce dunque una misura di quanto l'iperbole sia "schiacciata", anche se in maniera meno diretta dei coefficienti angolari {\displaystyle \pm a/b} degli asintoti.
In particolare per {\displaystyle e={\sqrt {2}}}, ossia quando l'iperbole è equilatera (cioè {\displaystyle a=b}), questo è possibile solo se
{\displaystyle {\cos \alpha }={\frac {\cos \beta }{\sqrt {2}}}\leq {\frac {1}{\sqrt {2}}},}
ossia solo se {\displaystyle {\alpha }\geq {\frac {\pi }{4}}}, geometricamente questo avviene solo quando l'angolo formato dalla sezione assiale del cono supera un angolo retto.